# Леукокарпія біаторова
Леукокарпія біаторова (Leucocarpia biatorella) — альпійський реліктовий монотипний вид лишайників родини веррукарієві (Verrucariaceae).

## Систематика
Описаний як Leucocarpia biatorella у 1969 році. Під цією назвою зустрічається у третьому виданні Червоної книги України. У 2008 році віднесений до роду Psoroglaena, поточна біномінальна назва Psoroglaena biatorella.

## Будова
Має зернисто-бородавчасте зеленувате малопомітне тіло.

## Поширення та середовище існування
Зустрічається на мохах поверх карбонатних ґрунтів в умовах із прохолодним та вологим кліматом у Європі (Австрія, Італія, Чехія, Словаччина, Велика Британія). В Україні росте на Кримському півострові (гірський масив Бабуган-яйла).

## Природоохоронний статус
Зникаючий вид в Україні. Включений до третього видання Червоної книги України (2009 р.). Охороняється в Кримському природному заповіднику.